# Axonolaimus typicus
Axonolaimus typicus är en rundmaskart. Axonolaimus typicus ingår i släktet Axonolaimus, och familjen Axonolaimidae. Arten är reproducerande i Sverige.